# Подзелёная
Подзелёная (бел. Падзялёная, пол. Podzielona) — деревня в Сморгонском районе Гродненской области Белоруссии.
Входит в состав Коренёвского сельсовета.
Расположена в центральной части района. Расстояние до районного центра Сморгонь по автодороге — около 6,5 км, до центра сельсовета деревни Корени по прямой — чуть более 3 км. Ближайшие населённые пункты — Гаути, Лисичино, Осиновщизна. Площадь занимаемой территории составляет 0,0690 км², протяжённость границ 1360 м.
Согласно переписи население деревни в 1999 году насчитывало 23 человека.
Автомобильной дорогой местного значения Н7946 Подзелёная связана с дорогой Н6418 Корени — Белевичи — Осиновщизна. Также через деревню проходит автодорога местного значения Н7949 Девятни — Чёрный Бор — Смолярня — Подзелёная.